# Sulfur
En química, un sulfur és la combinació del sofre (nombre d'oxidació -2) amb un element químic o amb un radical. Hi ha uns pocs compostos covalents del sofre, com el disulfur de carboni (CS₂) i el sulfur d'hidrogen (H₂S) que són també considerats sulfurs.
Un dels sulfurs més importants és el d'hidrogen, que és un gas que fa olor d'ous podrits i és altament tòxic. Pertany també a la categoria dels àcids pel que, en dissolució aquosa, se'l denomina àcid sulfhídric. En la natura es forma en les zones pantanoses i en el tractament de llots d'aigües residuals, mitjançant transformacions anaeròbiques del sofre contingut en les proteïnes o bé per reducció bacteriana de sulfats. Es desprèn també en les emissions gasoses d'alguns volcans i és així mateix un subproducte d'alguns processos industrials. 

## Sulfurs minerals
Els minerals de sulfur són una classe de minerals que contenen sulfur (S2-) com el principal anió. Alguns minerals de sulfur són econòmicament importants com minerals metàl·lics. La classe del sulfurs també inclou els selenurs, els tel·lururs, els arsenurs, els antimonurs, els bismuturs, els sulfarsenits i les sulfosals.
Moltes menes d'alguns metalls són sulfurs. Entre ells s'hi inclouen:
- Arsenopirita: FeAsS
- Argentita: Ag₂S
- Atheneïta: (Pd,Hg)₃As
- Calcopirita: CuFeS₂
- Cinabri: HgS
- Covellita: CuS
- Esfalerita: ZnS
- Estibina: Sb₂S₃
- Franckeïta Pb₅Sn₃Sb₂S14
- Galena: PbS
- Galenobismutita: PbBi₂S₄
- Molibdenita: MoS₂
- Pirita: FeS₂
- Polibasita: (Ag, Cu)16Sb₂S11
- Quermesita: Sb₂S₂O₂
- Realgar: AsS
- Tetradimita: Bi₂Te₂S
- Wurtzita: ZnS

Molts sulfurs són significativament tòxics per inhalació o ingestió, especialment si l'ió metàl·lic és tòxic. D'altra banda molts sulfurs, quan s'exposen a l'acció d'un àcid mineral fort, alliberen sulfur d'hidrogen.